# Undefined Sounds
Undefined Sounds är ett svenskt skivbolag verksamt i Stockholm och Eskilstuna. Bolaget startades 2007 av Anders Bergström, Tomas Bergström och Fredrik Merkell. Bolaget äger rättigheterna från Pipaluckbolaget. Skivutgivningen består dels av nyproducerad Rock, House och Trance. Dels av återutgivningar. Artister nu knutna till bolaget är: Hällberga Central, Memento Mori (musikgrupp), The End, Frederic Marquell, Robert Bush m.fl.